# Club Sport Cartaginés Femenino
El Club Sport Cartaginés Fútbol Femenino es un equipo de fútbol femenino con sede en la ciudad de Cartago en la provincia del mismo nombre, fundado el 15 de noviembre de 2018.
Pertenece y juega en la Segunda División del Fútbol Femenino de Costa Rica, categoría en la que ha permanecido desde 2021. 

## Historia del Club
Club Sport Cartaginés Femenino fue creado antes de la pandemia, por este último se pospuso hasta 2021 su primera temporada en la cual aseguro su permanencia en la Segunda División derrotando 2-0 a Turrialba en el global.
En la temporada 2022 las chicas cayeron derrotadas en el global frente a Moravia (0-2) en la fase de eliminación. 
En 2023 llegaron hasta la fase final en la cual no pudieron clasificar a la final del campeonato rumbo al ascenso siendo 3° de grupo.
En 2024 las muchachas llegaron a los 4.º de final siendo segundas del grupo 1 cayendo 2-0 en el global frente a la Universidad de Costa Rica.
El Club Sport Cartaginés también está en categorías Menores de la U13, U15 y U17 además de una escuela de fútbol.

## Uniforme

### Indumentaria
| Proveedor      | Año             |
| -------------- | --------------- |
| Capelli Sport  | 2021-2022       |
| NET Sportswear | 2022-2023       |
| Monarca        | 2024-Actualidad |

## Datos del club
- Temporadas en 1ª División Femenina: 0
- Temporadas en 2ª División Femenina: 4
- Temporadas en 3ª División Femenina: 0
- Primer juego: 26 de septiembre del 2021 vs. Desamparados FF (1-1)
- Primera Anotación: Alondra García (26 de septiembre del 2021 vs. Desamparados FF).
- Mayor goleada conseguida: 
  - En Segunda División: Desamparados FF 1 - 6 Cartaginés FF 4 de septiembre de 2022
  - Talamanqueña FF 1 - 5 Cartaginés FF 22 de mayo de 2022

### Jugadoras con más goles en competiciones oficiales de la Uniffut
| Pos | Jugador            | Goles |
| 1   | María Laura Castro | 18    |
| 2   | Valentina Serrano  | 13    |
| 3   | Génesis Quesada    | 12    |
| 4   | Claudia Córdoba    | 12    |
| 5   | Graciela Araya     | 10    |
| 6   | Hazel Rojas        | 10    |
| 7   | Elany Calvo        | 7     |
| 8   | Nancy Zúñiga       | 7     |

## Entrenadores
| - Alejandro Pacheco (2020-2021) - José Raúl Ovarez (2022) - Jhon Jairo Quiñones (2023-actualidad) |